# Petříkov (okres Praha-východ)
Obec Petříkov se nachází ve Středočeském kraji v okrese Praha-východ 8 km jihozápadně od okraje Prahy. Žije zde 643 obyvatel.

## Části obce
- Petříkov
- Radimovice

## Historie
První písemná zmínka o Petříkově, který se až do roku 1854 jmenoval Petrkov, pochází z roku 1405. Patrně roku 1488 vesnici koupilo Nové Město pražské. Ztratilo ji v roce 1547 po potlačeném protihabsburském povstání. Vesnice přešla do majetku krále Ferdinanda I. Habsburského. Ten ji o rok později prodal i s Velkými Popovicemi (tehdy zvanými jen Popovice) a dalšími 4 vesnicemi německému zemanovi Jiřímu Krejštnovi z Krejštanu. Od té doby se Petříkov vyvíjel jen jako součást velkopopovického statku (nikdy zde nebyl kostel, hřbitov nebo škola).
V roce 1641 byly Popovice i s Petříkovem prodány strahovskému klášteru premonstrátů. Nedlouho poté, ke konci třicetileté války, byl Petříkov vypleněn a zpustl. Po válce se začala obec znovu osidlovat a Popovice i s ní koupil benediktinský klášter u kostela sv. Mikuláše na Starém Městě.

### Územněsprávní začlenění
Dějiny územněsprávního začleňování zahrnují období od roku 1850 do současnosti. V chronologickém přehledu je uvedena územně administrativní příslušnost obce v roce, kdy ke změně došlo:
- 1850 země česká, kraj Praha, politický i soudní okres Jílové[5]
- 1855 země česká, kraj Praha, soudní okres Jílové[5]
- 1868 země česká, politický okres Karlín, soudní okres Jílové[5]
- 1884 země česká, politický okres Královské Vinohrady, soudní okres Jílové[6]
- 1921 země česká, politický okres Královské Vinohrady sídlo Jílové, soudní okres Jílové[7]
- 1925 země česká, politický i soudní okres Jílové[8]
- 1939 země česká, Oberlandrat Praha, politický i soudní okres Říčany[9]
- 1942 země česká, Oberlandrat Praha, politický okres Praha-venkov-jih, soudní okres Jílové[10]
- 1945 země česká, správní i soudní okres Jílové[11]
- 1949 Pražský kraj, okres Říčany[12]
- 1960 Středočeský kraj, okres Praha-východ[13]

### Rok 1932
V obci Petříkov (268 obyvatel) byly v roce 1932 evidovány tyto živnosti a obchody: obchod s dobytkem, družstvo pro rozvod elektrické energie v Petříkově, 2 hostince, 2 koláři, kovář, obuvník, povozník, řezník, 2 obchody se smíšeným zbožím, obchod se střižním zbožím, trafika, truhlář, velkostatek Ringhoffer.

## Pamětihodnosti
V obci se nacházejí jen drobnější památky:
- velká cihlová zvonička
- pomník padlých
- malá zvonička

Jihozápadně od vesnice v lese Čertovka jsou dodnes patrné valy, zřejmě od původní tvrze.
Na území Petříkova se nachází západní část pivovaru Velké Popovice, včetně celého Pivovarského rybníka a zakončení pivovarské železniční vlečky ze Strančic.

## Doprava
Dopravní síť
- Pozemní komunikace – Obcí prochází silnice III. třídy. Ve vzdálenosti 1 km prochází silnice II/107 Říčany - Velké Popovice - Kamenice - Týnec nad Sázavou.

- Železnice – Železniční trať ani stanice na území obce nejsou.
- Obcí také prochází cyklistická trasa Praha – Vídeň.

Veřejná doprava 2011
- Autobusová doprava – V obci měly zastávku autobusová linka Praha,Opatov - Velké Popovice,Todice (v pracovních dnech 10 spojů, o víkendech 2 spoje) (dopravce Dopravní podnik hl. m. Prahy, a. s.) a linka Strančice - Velké Popovice - Kamenice se zastávkou Petříkov, rozcestí (v pracovních dnech 15 spojů, o víkendech 4 spoje) (dopravce Veolia Transport Praha, s. r. o.).

## Fotogalerie

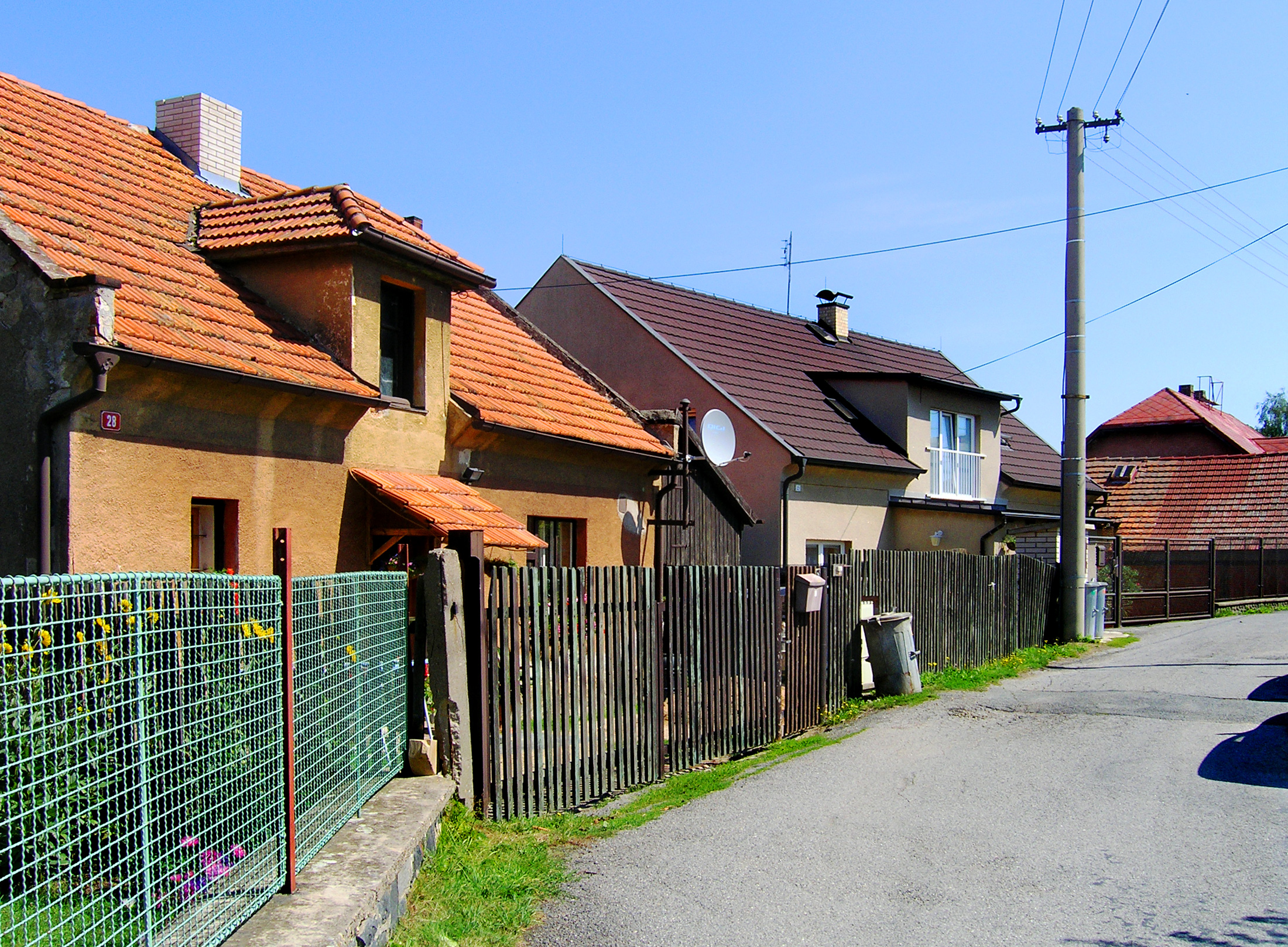
Severní část Petříkova
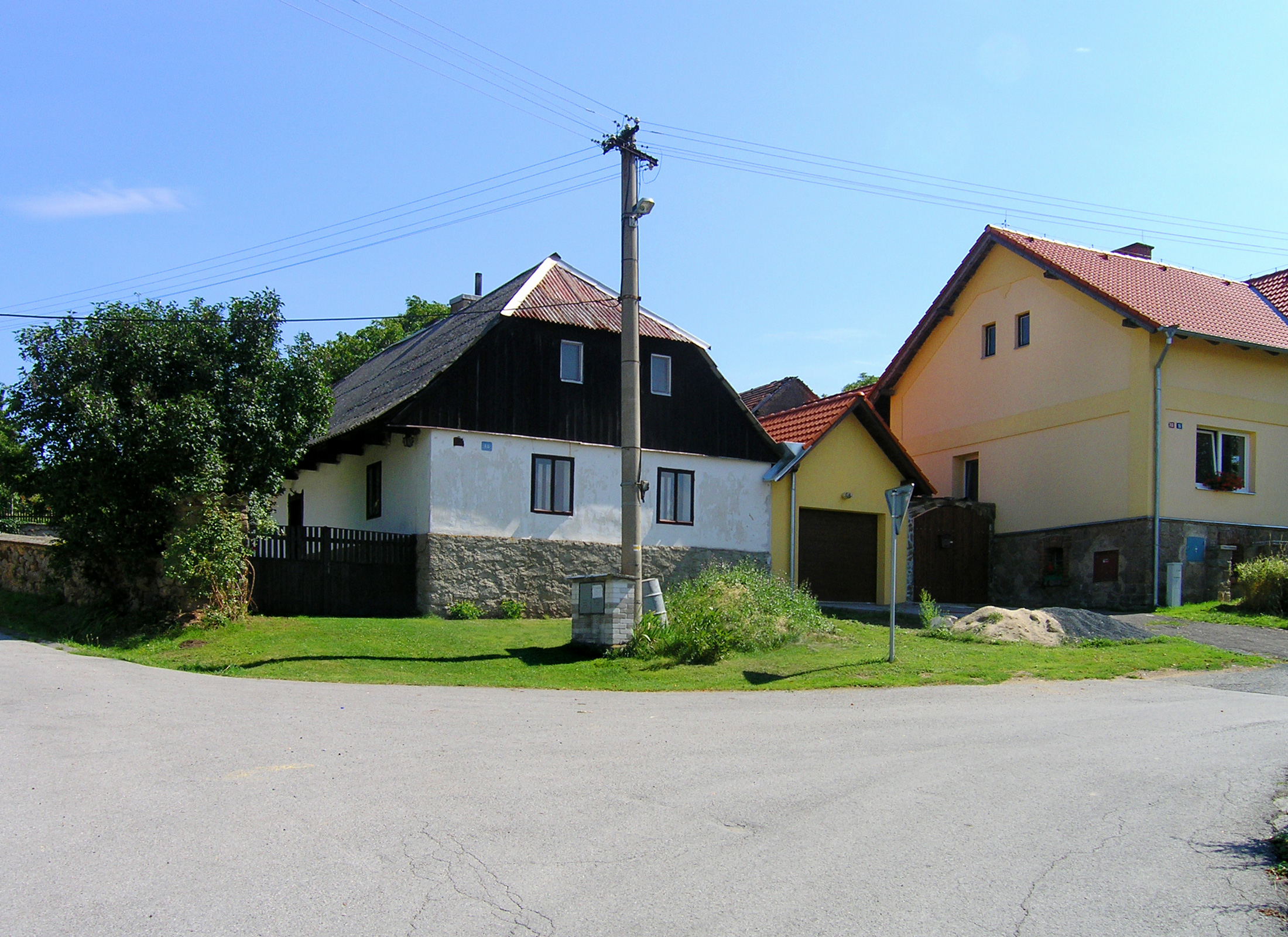
Vesnice Radimovice, součást Petříkova